# Drug
Drug (Друг) è un film del 1987 diretto da Leonid Aleksandrovič Kvinichidze.

## Trama
Il film racconta l'amicizia di un uomo ubriaco e di un cane parlante che capisce meglio delle persone cosa significa essere una persona reale.